# Anna Thommen
Anna Thommen (* 1980 in Arlesheim) ist eine Schweizer Filmemacherin und Regisseurin.

## Beruflicher Werdegang
Anna Thommen besuchte nach ihrer Ausbildung und ersten Berufserfahrungen als Primarlehrerin den Vorkurs an der Schule für Gestaltung Basel und schloss 2008 den Bachelor «Video» an der HSLU (Hochschule Luzern) mit dem Film Second me ab. 2013 folgte der Master in Filmregie an der ZHdK (Zürcher Hochschule der Künste) mit dem Dokumentarfilm Neuland, welcher zahlreiche Festivalpreise u. a. 2013 das «Goldene Auge» des ZFF (Zurich Film Festival) gewann. 2019 erschien ihr neuer Film Volunteer in Zusammenarbeit mit Lorenz Nufer und gewann u. a. den Basler Film- und Medienkunstpreis.
Anna Thommens Filme porträtieren Menschen und Lebenssituationen, die trotz ihrer individuellen Geschichten gesellschaftliche Phänomene beschreiben. Der Film Second me (2008) referenziert auf die virtuelle Welt Second Life und porträtiert einen User in seiner Umgebung vor dem Computer sowie dessen Avatar online. In Neuland (2013) begleitete die Filmemacherin Schüler einer Integrationsklasse sowie deren Lehrperson über zwei Jahre auf dem Weg ins Berufsleben. Der Film Volunteer (2019) fokussiert Personen aus der Schweiz, die ihre Komfortzone verlassen und sich für Flüchtlinge am Mittelmeer engagieren.
Mit dem Vorhaben zum Kinodokumentarfilm Heldinnen des Alltags war sie 2020 Preisträgerin des 10. CH-Dokfilmwettbewerbs des Migros-Kulturprozents, der in diesem Jahr zum letzten Mal durchgeführt wurde. Für Heldinnen des Alltags arbeitete sie in einem Kollektiv von sechs Regisseurinnen.
Im Herbst feierte ihr nächster Dokumentarfilm, Naima, Premiere am DOK Leipzig. Der Film begleitet die gebürtige Venezolanerin Naima, die in prekären Verhältnissen in der Schweiz lebt, wie sie nach Jahren im Niedriglohnsektor eine Ausbildung in der Pflege absolviert. Naima war für den Publikumspreis der Solothurner Filmtage nominiert.

## Filmografie
- 2008: Second Me
- 2013: Neuland
- 2013: Ein Stück Wahnsinn
- 2019: Volunteer
- 2021: Heldinnen des Alltags
- 2024: Naima